# Anatoli Sobtchak

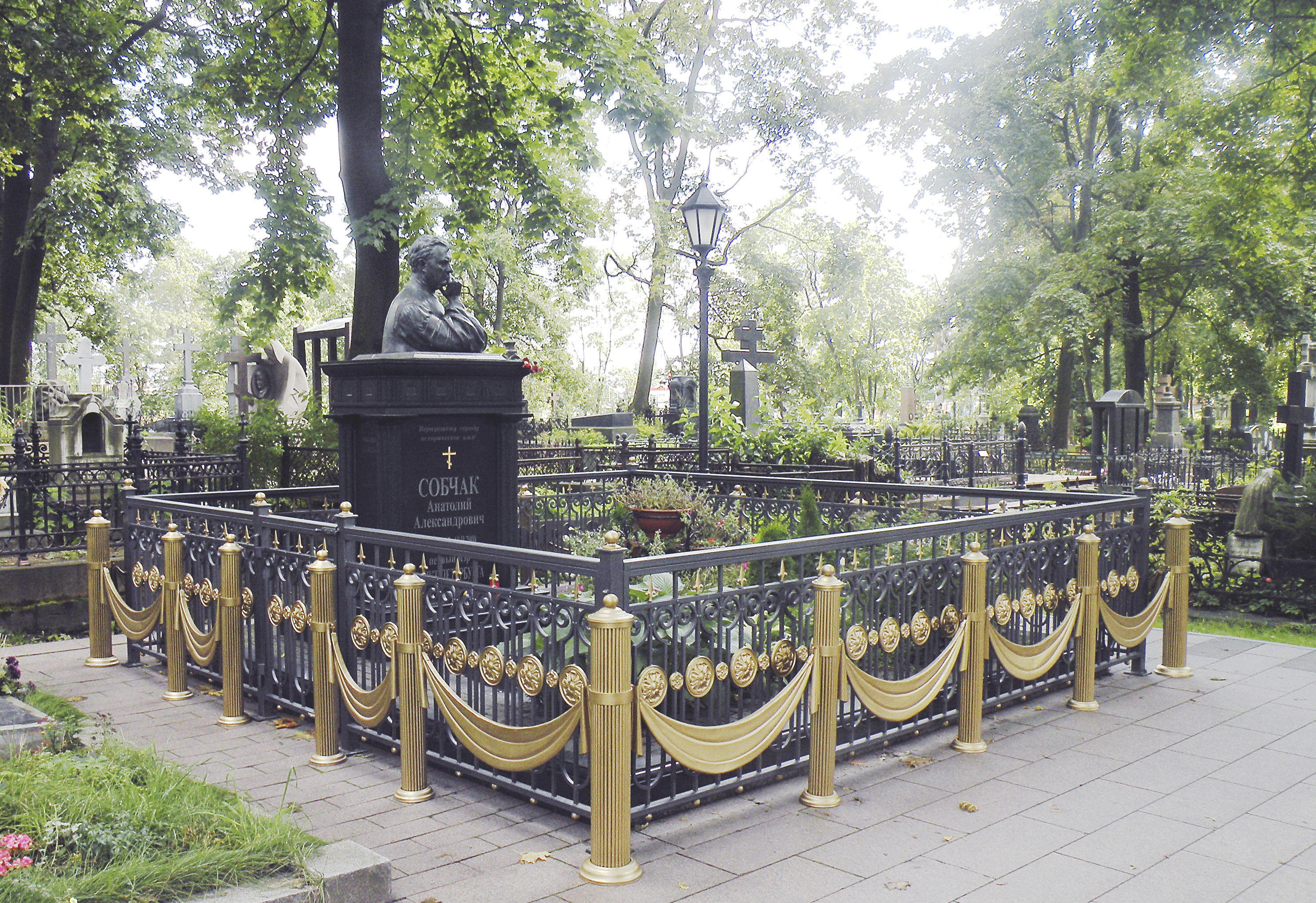
Sépulture de Sobtchak au cimetière Saint-Nicolas de la laure Saint-Alexandre-Nevski à Saint-Pétersbourg.

Anatoli Alexandrovitch Sobtchak (russe : Анато́лий Алекса́ндрович Собча́к), né le 10 août 1937 à Tchita et mort le 19 février 2000 à Svetlogorsk, est un homme politique russe, coauteur de la Constitution de la fédération de Russie ; il fut le premier maire démocratiquement élu de Saint-Pétersbourg le 12 juin 1991.
C'est sous son mandat que Léningrad a retrouvé le nom de Saint-Pétersbourg en septembre 1991.

## Biographie
Anatoli Sobtchak passe une partie de son enfance à Kokand puis sa jeunesse à Tachkent. Il entre à la faculté de droit de Léningrad en 1956, puis est avocat à Stavropol. Il retourne à Léningrad en 1962 où il est professeur à la faculté de droit d'où est issue une bonne partie de la nouvelle élite politique russe. D'ailleurs les représentants les plus éminents de cette élite sont d'anciens élèves ou des collaborateurs d'Anatoli Sobchak, ainsi  Vladimir Poutine ou Dimitri Medvedev.
Il est élu maire de Léningrad en 1991. Un référendum est organisé pour rendre à la ville son ancien nom, Saint-Petersbourg. Cependant, les statues dédiées à Lénine dans la ville restent en place.
Dans les années 1990, vingt ans après avoir été son professeur, Anatoli Sobtchak offre une place à ses côtés à Vladimir Poutine dans l'administration de la mairie de Saint-Petersbourg, le faisant vice-maire. Initialement proche du président Boris Eltsine, il conseille à ce dernier de ne pas se représenter à l'élection présidentielle de 1996, invoquant sa santé fragile. À la suite de cela, il est victime d'une campagne de presse, est accusé de corruption et doit finalement quitter son poste de maire.
Ami de Rostropovitch, il vit à Paris de novembre 1997 à juillet 1999 pour faire soigner ses problèmes cardiaques (Vladimir Poutine faisant affréter l'avion sanitaire qui le transporte en France) et pour fuir le climat délétère de sa succession à Saint-Pétersbourg, où l'entourage du nouveau gouverneur Vladimir Yakovlev l'accuse de malversation. Durant cette période, il donne des cours à la Sorbonne.
En août 1999, Vladimir Poutine est nommé Premier ministre de Boris Eltsine. Toutes les charges pesant contre Anatoli Sobtchak sont alors abandonnées.
En décembre 1999, il est battu aux élections législatives. Il s'était présenté sous l'étiquette du parti Iabloko.
Il est l'un des délégués de la campagne présidentielle de 2000 de Vladimir Poutine. C'est à ce titre qu'il effectue son dernier déplacement : il meurt d'une attaque cardiaque dans la nuit du 19 au 20 février 2000 dans une maison de repos de Svetlogorsk, dans l'oblast de Kaliningrad. Il est enterré au cimetière Saint-Nicolas de Saint-Pétersbourg. Vladimir Poutine assiste aux funérailles quasi nationales de son mentor à Saint-Pétersbourg et on le voit pour la première fois extrêmement ému à la télévision.

## Famille
D'un premier mariage avec Nonna Gandziouk, Anatoli Sobtchak a eu une fille, Maria (1965), et d'un second avec Lioudmila Naroussova, une fille, Ksenia (1981), actrice et présentatrice à la télévision devenue activiste politique.